# Podregion Kehys-Kainuu
Podregion Kehys-Kainuu (fiń. Kehys-Kainuun seutukunta) – podregion w Finlandii, w regionie Kainuu.
W skład podregionu wchodzą gminy:
- Hyrynsalmi,
- Kuhmo,
- Puolanka,
- Suomussalmi.